# Мендатика
Менда̀тика (на италиански: Mendatica; на лигурски: Mendàiga, Мендайга) е село и община в Северна Италия, провинция Империя, регион Лигурия. Разположено е на 778 m надморска височина. Населението на общината е 203 души (към 2011 г.).